# إيميليو بويول
إميلي بويول فيلاروبي (بالإسبانية: Emilio Pujol)‏ (10 سبتمبر 1886 - 21 نوفمبر 1980) ملحن وعازف غيتار معلم رائد للغيتار الكلاسيكي . من أشهر مقطوعاته هي معزوفة النحلة الطنانة أو ما تسمى بلغته الأم El Abejorro.
ولد إميلي بويول في قرية جراناديلا الصغيرة خارج ليدا بإسبانيا . بدأ دراسته مع فرانسيسكو تاريغا عام 1902 ، عندما كان في السادسة عشرة من عمره. 

## روابط خارجية
- إيميليو بويول على موقع IMDb (الإنجليزية)
- إيميليو بويول على موقع ميوزك برينز (الإنجليزية)
- إيميليو بويول على موقع أول ميوزيك (الإنجليزية)
- إيميليو بويول على موقع ديسكوغز (الإنجليزية)